# Rolands Gosskör
Rolands Gosskör, punkband från Åkersberga som bildades 1978. Bandet har även spelat in ett livealbum tillsammans med Asta Kask, Sista dansen. 

## Medlemmar
- Curt Sandgren (sång)
- Conny Melkersson (gitarr)
- Patrick Trankell (trummor)
- Åke Noring (bas)

## Diskografi
- 1983 - Pigs Part One (7")
- 1984 - Genom Barriären (7")
- 1986 - Långt Härifrån (kassett)
- 1990 - Sista dansen (live-LP)
- 2005 - Nästan Allt (CD)
- 2018 - Det brinner i Ringhals (Single, Digital release)
- 2023 - Ännu en gång i Köpmännens våld (LPx2)